# Xian de Huantai
Le xian de Huantai (桓台县 ; pinyin : Huántái Xiàn) est un district administratif de la province du Shandong en Chine. Il est placé sous la juridiction de la ville-préfecture de Zibo.

## Démographie
La population du district était de 482 683 habitants en 1999.